# Castellvell del Camp
Castellvell del Camp és un municipi de la comarca del Baix Camp. El terme està encerclat pels d'Almoster a la banda nord-est, l'Aleixar a l'oest i Reus al sud. Té una extensió de 5,3 quilòmetres quadrats. La seva altura màxima és el Salvià de Lluardo, de 473 metres; el terme es troba a 160 metres sobre el nivell del mar al seu punt més baix, i el poble a 227 metres. El municipi està creuat pel Barranc del Roquís, però no té gairebé aigua. Està a menys de 2 quilòmetres de Reus, a la qual està unida per una carretera de gran densitat circulatòria, que continua cap a Almoster i la Selva del Camp. Pels camins es pot accedir a la Pedrera del Coubi (des del punt anomenat dels Cinc Camins), l'Aleixar, l'Institut Pere Mata de Reus, i la urbanització el Pinar. Darrere del poble s'inicien dos camins plens d'edificacions, que més tard s'uneixen en un de sol; continuant aquest, s'agafa una bifurcació que porta a un lloc anomenat el Salt, preciós salt d'aigua sobre roca, ja en terme de l'Aleixar.
Al poble hi ha una casa amb arcades antigues anomenada Cal Tramuntà, documentada ja l'any 1706. L'església parroquial, d'estil neoclàssic, té com a patró Sant Vicenç i és d'abans del 1599. Va ser reconstruïda el 1702. El 1936 va ser cremat pels revolucionaris un retaule obra de Bonifaç. El poble té al capdamunt un turó amb l'ermita de Santa Anna, voltada de xiprers, que va ser construïda després de 1424 i restaurada el 1852. En el segle xvi fou utilitzada com a hospital d'empestats. Va ser parcialment destruïda durant la Guerra del Francès, i convertida en fortí a la primera Guerra Carlina. El 1936 foren destruïts pels revolucionaris els set retaules que contenia. A tocar es poden veure les restes d'un poblat iber (en queden algunes restes, però resulten difícils d'identificar com a poblat iber). El castell que suposadament li dona nom no existeix: el nom potser ve de la fortalesa ibera (en el sentit de castell antic). El penya-segat que hi ha sota l'ermita, avui enjardinat i amb una carretera amb llums als seus peus, és artificial, resultat de l'extracció de la pedra que es va utilitzar en la construcció del primer port de Salou i altres obres.

## Geografia
- Llista de topònims de Castellvell del Camp (Orografia: muntanyes, serres, collades, indrets..; hidrografia: rius, fonts...; edificis: cases, masies, esglésies, etc).

## Història
El 1336 s'esmenta un "Castri Veteri, terminus de Reddis" referit sens dubte a Castellvell, nom que ja apareix escrit així el 1409. Formà part del terme de Reus, i el Cambrer de la ciutat el va infeudar per poblar-lo, però va comprar el feu el 1206, després d'algunes desavinences. Però el cambrer va perdre aviat el domini de les terres i va conservar només el del llogaret. Va formar part de la Comuna del Camp. Abolida la cambreria de Reus, el llogaret va passar a ser propietat de l'Arquebisbe de Tarragona, i va augmentar la seva població, però sense terres. Les muralles es van construir durant la Guerra dels Segadors, malgrat l'oposició reusenca, per autorització del virrei francès Philippe de la Mothe-Houdancourt. El 1663 es va intentar recuperar les terres de l'antic terme, sense èxit, la jurisdicció municipal es limitava al clos dels murs. L'agost de 1710 es declarà partidària de l'Arxiduc d'Àustria, i el juliol de 1719 s'hi refugià el guerriller austriacista Carrasclet, després del segon atac frustrat per ocupar Reus. Durant la Guerra del Francès va actuar per la zona el castellvellenc Joan Ciré, el rajoler de Castellvell, cap d'una partida de "caragirats" (afrancesats), nomenat capità per Napoleó; després de la guerra, el 1825, el domini del batlle encara es limitava al poble. Ocupat pels carlins o malcontents el 1827, van ser foragitats pel cap liberal Manso. El 1845 el governador civil, aleshores denominat cap polític, va ordenar que fos transferit a l'alcalde de Castellvell la jurisdicció de la partida dels Masets, amb el mas principal de Ca la Magina (suposadament la casa més vella del poble), que constituïa una alcaldia pedània depenent de Reus, de la qual formaven part fins i tot els carrers de la Font i de Santa Anna, que tornaren al poble. Per mitjà d'un pacte amb les autoritats municipals de Reus, el 29 d'abril de 1854 Castellvell va esdevenir municipi independent, amb un terme no gaire extens cedit principalment per Reus. El mateix any va rebre part del terme de l'Albiol. La població va anar pujant el segle xix, fins als darrers anys en què va minvar lleugerament (de 736 a 687). El 1868 va secundar la revolució de Joan Prim i Prats, i després els federalistes van dominar a les següents eleccions. Durant la darrera guerra carlina hi entrà el capitost Cercós, a cobrar contribució. Al segle xx va perdre població (712 el 1900 i 580 el 1940); va tornar a remuntar fins al 1965 (687), i després va davallar (626 el 1981), fins que a finals dels 80 i els 90 torna a créixer i ja no s'atura fins avui.

## Cultura
Amb motiu de la independència administrativa respecte de Reus el 1854, va ser costum del poble d'aquells anys i fins a la dècada de 1930, d'organitzar la Festa de la Banya, que consistia a fer pagar a tothom que volia entrar al poble, el dia dels Innocents, una banya o penyora, a canvi de beure mistela mentre es feia una costellada davant del portal. Per això a Reus es deia:
| « | Al poble de Castellvell tots són petits i dolents que ens fan pagar la banya el dia dels Innocents | » |

## Urbanitzacions
| Entitat de població  | Habitants (2023) |
| Castellvell del Camp | 1.144            |
| Castellmoster        | 427              |
| les Planes del Puig  | 411              |
| els Pugets           | 303              |
| les Serres           | 224              |
| la Flor del Camp     | 182              |
| la Roureda           | 128              |
| les Arboceres        | 77               |
| el Pinar             | 64               |
| el Puig              | 31               |
| los Salvians         | 27               |
| Font: Idescat        |                  |

Castellvell ha esdevingut el pulmó de la capital del Baix Camp. La vila és plena d'urbanitzacions, inicialment de cases de cap de setmana, però darrerament la majoria construïdes com a primera residència. Les principals urbanitzacions:
- Urbanització Castellmoster: Repartida entre Castellvell del Camp i Almoster, és la més gran del terme. Puja fins a la urbanització Picarany, ja en terme d'Almoster. Desenvolupada per una societat encapçalada per Miquel Colàs Piquer, antic alcalde de Reus.
- Urbanització Flor del Camp: urbanització a tocar de l'anterior, també amb forta pujada. En fou el promotor Rosendo Agustench.
- Urbanització Erbosseres o Arboceres: Començada fa molts anys per quatre propietaris entre els quals hi havia Santiago Fortuny Ciurana i el Sr. Llurba. Només es va desenvolupar amb el boom dels anys vuitanta. És reduïda en nombre de parcel·les.
- Urbanització El Pinar: Repartida amb Reus, a Castellvell se situa l'anomenada IV Fase. Urbanització de luxe, en força bon estat tant a Reus com a Castellvell. A la part reusenca, tots els carrers foren pavimentats de nou l'any 2012. Excepte l'avinguda principal -Avinguda de les Torres-, atès que es preveu soterrar en el seu traçat una línia de transport elèctric de molt alta tensió: Serós-Reus. El promotor de la urbanització fou Josep Francesc Llevat Briansó, exalcalde de Reus.
- Urbanització de la Partida Pugets: Urbanització sorgida fa uns quaranta anys per iniciativa del comerciant i fotògraf Josep Ferré i el rellotger Manel Rovira Fusté, i desenvolupada progressivament amb diferències notables entre les diverses fases. Avui dia està en expansió, amb construcció de noves fases; només resta pendent la urbanització de la part nord-est, per a la qual es va proposar el nom d'Urbanització Melintxons (sobrenom dels antics propietaris, dos germans), on se situa la Muntanya del Pal, zona de protecció urbanística, on hi ha una cova prehistòrica.
- Urbanització de la Partida les Serres: Urbanització a l'oest del poble que ara conté d'altres suburbanitzacions com la de Miralcamp. Inicialment es componia només de xalets aïllats independents, i sense serveis. El promotor de Miralcamp fou Feliciano Asensio.
- Urbanització de la Partida de les Planes del Puig: Igualment en desenvolupament, abraçant ara noves suburbanitzacions.

## Economia
Població principalment agrícola, avui ja són majoria els reusencs establerts al terme de manera permanent que treballen fora en les activitats més diverses. Els principals conreus són l'avellaner, i l'olivera; el garrofer està en retrocés. L'avellaner, abans de secà, ara és principalment de regadiu mercès a un canal del Pantà de Riudecanyes. La cria d'aviram té alguna incidència. No hi ha indústria exceptuant una fàbrica de fruits secs (La Morella Nuts) i una bòbila. La pirotècnia Espinós (fàbrica de bombes durant la guerra), indústria important del poble, avui és a la carretera de Reus a Castellvell, però en terme de Reus.

## Demografia
| 1497 f | 1515 f | 1553 f | 1717 | 1787 | 1857 | 1877 | 1887 | 1900 | 1910 |
| ------ | ------ | ------ | ---- | ---- | ---- | ---- | ---- | ---- | ---- |
| 14     | 18     | 34     | 298  | 444  | 719  | 721  | 736  | 712  | 703  |

| 1920 | 1930 | 1940 | 1950 | 1960 | 1970 | 1981 | 1990 | 1992 | 1994 |
| ---- | ---- | ---- | ---- | ---- | ---- | ---- | ---- | ---- | ---- |
| 635  | 637  | 580  | 602  | 631  | 679  | 626  | 837  | 923  | 923  |

| 1996  | 1998  | 2000  | 2002  | 2004  | 2006  | 2008  | 2010  | 2012  | 2014  |
| ----- | ----- | ----- | ----- | ----- | ----- | ----- | ----- | ----- | ----- |
| 1.069 | 1.088 | 1.062 | 1.388 | 1.981 | 2.474 | 2.588 | 2.757 | 2.845 | 2.869 |

| 2016  | 2018  | 2020  | 2022  | 2024  | 2026 | 2028 | 2030 | 2032 | 2034 |
| ----- | ----- | ----- | ----- | ----- | ---- | ---- | ---- | ---- | ---- |
| 2.851 | 2.868 | 2.828 | 2.946 | 2.995 | -    | -    | -    | -    | -    |